# Erik Östrand
Erik Östrand (i riksdagen kallad Östrand i Avesta), född 23 juni 1907 i Söderfors, död 17 februari 1971 i Avesta, var en svensk järnbruksarbetare, kommunalråd och riksdagsman (s).
Östrand var ledamot av Sveriges riksdags andra kammare för socialdemokraterna 1949-1966, invald i Kopparbergs läns valkrets.